# Shag Rock, Houtman Abrolhos
Shag Rock är en klippa i Australien. Den ligger i delstaten Western Australia, omkring 440 kilometer nordväst om delstatshuvudstaden Perth.
Klippan ligger i Wallabi Group som utgör den nordligaste delen av ögruppen Houtman Abrolhos.